# Амбалангода
Амбалангода — це прибережне місто, розташоване в окрузі Галле, Південна провінція Шрі-Ланки. Керується міською радою Амбалангоди, місто славиться своїми древніми масками диявола і танцюристами диявола. Розташоване за 107 км на південь від Коломбо і знаходиться на висоті 13 м над рівнем моря.

## Транспорт
Амбалангода обслуговується прибережною лінією залізниць Шрі-Ланки. Залізнична станція Амбалангода є основною станцією на лінії, і з'єднана з великими містами Коломбо і Галле. Також через місто проходить автомагістраль А2. Також за 13 км від міста є вихід на автомагістраль Е01.

## Школи
Деякі школи, розташовані в Амбалангоді, наведені нижче:
- Коледж Дхармасоки
- Коледж Шрі Девананда
- Праджапаті Готами Баліка Відаляя
- P. De S. Kularathna Maha Vidyalaya